# Monuments historiques et sites au Maroc
Le patrimoine culturel du Maroc (patrimoine national) est protégé conformément à la Loi 19-05 (2005) et la Loi 22-80 (1980), qui rapportent les Monuments Historiques et les Sites classés,. L'Inventaire National du Patrimoine Culturel est maintenu par l'Institut National des Sciences de l'Archéologie et du Patrimoine (INSAP),.

## Monuments et Bâtiments
Quatre-vingt-dix-huit monuments et bâtiments ont été inscrits, à Casablanca (49), El Haouz (1), Fès (1), Kénitra (19), Larache (6), Rabat (2) et Tanger (20)

## Objets
Trente-sept archéologique et soixante-dix musée ethnographique des objets ont été inscrits.